# طرخشقون ملتوي الفلقات
طرخشقون ملتوي الفلقات (باللاتينية: Taraxacum tortilobum) هو نوع نباتي يتبع جنس الطرخشقون من القبيلة الشيكورية.